# Kriegerdenkmal Großwangen

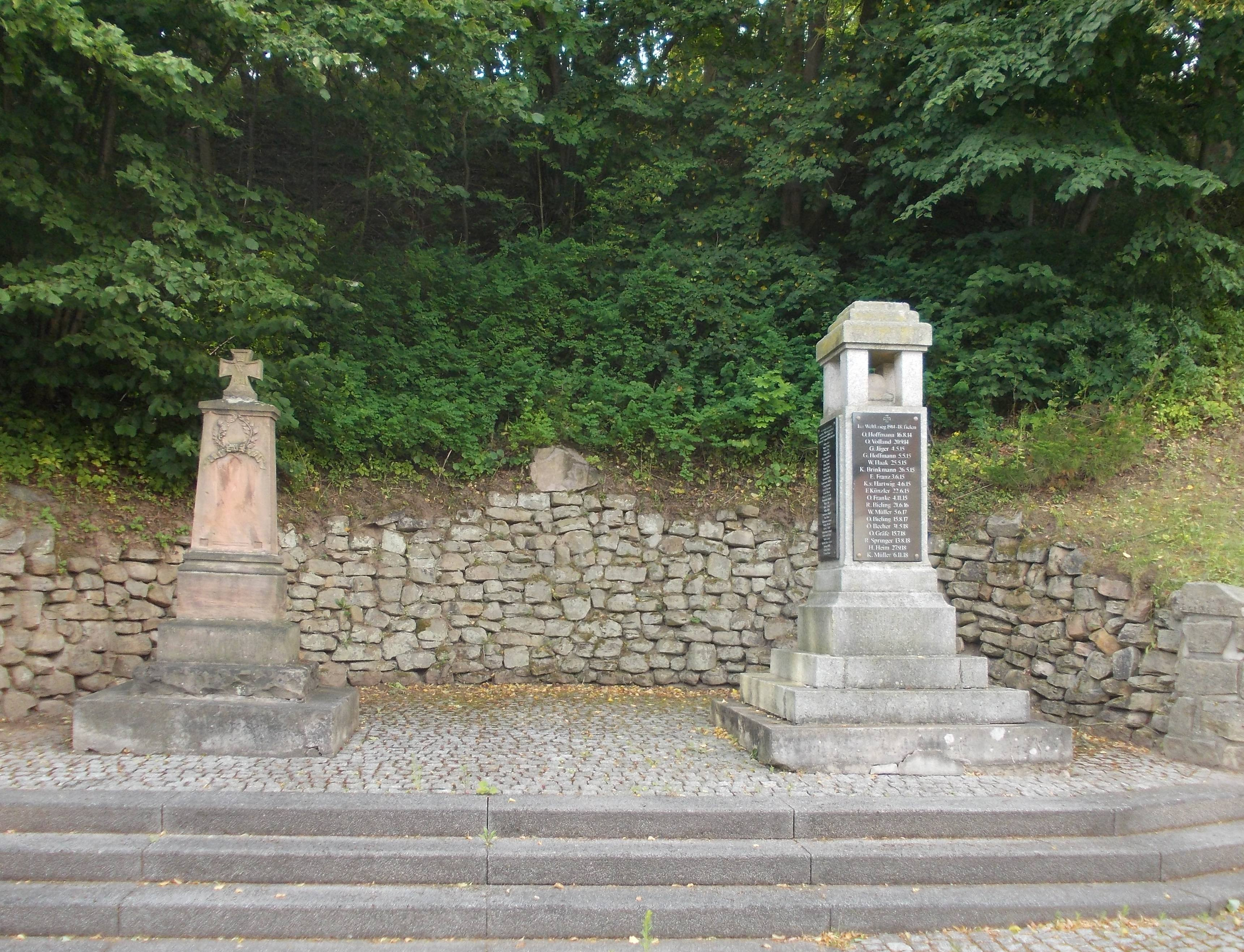
Kriegerdenkmal Großwangen

Das Kriegerdenkmal Großwangen ist ein denkmalgeschütztes Kriegerdenkmal in der Ortschaft Großwangen des Ortsteils Wangen der Stadt Nebra in Sachsen-Anhalt. Im örtlichen Denkmalverzeichnis ist die Gedenkstätte unter der Erfassungsnummer 094 83998 als Baudenkmal verzeichnet.
Zwei Stelen werden hangseitig von einer halbkreisförmigen Trockenmauer umgeben. Die kleinere wurde für die Gefallenen des Deutsch-Französischen Kriegs errichtet. Gekrönt wird sie von einem Eisernen Kreuz. Die Inschrift ist zum Teil nicht mehr lesbar. 
An die größere zum Gedenken der Gefallenen des Ersten und des Zweiten Weltkriegs errichtete Stele wurden Gedenktafeln mit einer Inschrift und den Namen der Gefallenen an der Stele angebracht. Die Inschrift der Gedenktafel für die Gefallenen des Ersten Weltkriegs lautet Im Weltkrieg 1914-18 fielen: und der des Zweiten Weltkriegs In ehrendem Gedenken an die im 2. Weltkrieg gefallenen und vermissten Soldaten der Gemeinde Wangen OT Großwangen.

## Quelle
- Kriegerdenkmal Großwangen Online, abgerufen am 20. September 2017.